# Henckelia pectinata
Henckelia pectinata är en tvåhjärtbladig växtart som först beskrevs av Charles Baron Clarke och Oliver, och fick sitt nu gällande namn av A. Weber. Henckelia pectinata ingår i släktet Henckelia och familjen Gesneriaceae. Inga underarter finns listade i Catalogue of Life.